# .Mac
.Mac (da leggersi punto Mac, o anche dot Mac, in pronuncia inglese) è stato un pacchetto di servizi on-line offerti da Apple e indirizzati agli utenti Macintosh.
I servizi offerti includono la gestione di un sito web personale con alcuni temi predefiniti, una casella di posta elettronica accessibile via IMAP o web browser, il disco virtuale iDisk accessibile via WebDAV, un software di backup e delle offerte speciali legate al periodo.
Inizialmente, Apple offriva il servizio .Mac in modo gratuito sotto il nome di iTools ma, nel settembre del 2002 decise di chiuderlo dopo aver presentato a luglio il servizio .Mac. Gli utenti Macintosh hanno accolto il cambiamento in modo contrastato. Alcuni utenti, infatti, criticavano il servizio per il prezzo eccessivo di 99 $ e per il fatto che gli utenti che non fossero passati da iTools a .Mac avrebbero perso l'indirizzo di posta elettronica. Altri utenti invece citavano il detto TANSTAAFL (non esistono pasti gratis) e affermavano che il nuovo servizio a pagamento avrebbe offerto più servizi e una migliore qualità. Effettivamente, nuovi servizi vennero aggiunti e la qualità del servizio migliorò anche se non era raro assistere a momentanee cadute del sito con conseguente temporanea sospensione dei servizi erogati.
Le applicazioni della suite iLife possiedono un'alta integrazione con il servizio .Mac. Infatti, gli utenti del servizio possono condividere filmati, fotografie e altro con grande semplicità con iDisk. iPhoto è in grado di creare un album fotografico e di pubblicarlo con pochi click del mouse grazie a .Mac e utilizzando il programma Backup si possono salvare i propri dati personali sul sito e se si dispone di più computer si possono tenere sincronizzati tramite il programma iSync.
Il 29 settembre 2004, i servizi .Mac vennero potenziati:
- Lo spazio disponibile venne elevato dai 100 MB iniziali a 250 MB. Gli utenti adesso possono scegliere quanto spazio allocare alla casella di posta elettronica e quanto spazio allocare all'iDisk.
- Venne aggiunta la possibilità di creare fino a 5 alias della propria casella di posta elettronica.
- La massima dimensione degli allegati accettati venne elevata a 10 MB per e-mail.

Lo spazio è stato incrementato fino ad arrivare ad un massimo di 10 GB con la possibilità di aggiungere altro spazio a pagamento
Il 9 giugno 2008 è stato annunciato che il servizio sarebbe stato sostituito da MobileMe e che avrebbe offerto ulteriori servizi come l'aggiornamento di posta, rubrica e calendari in modalità push.